# 피에르 빌제르
피에르 빌제르(Pierre Bilger, 1940년 5월 27일 – 2011년 3월 4일)는 프랑스의 고위 공무원이자 사업가로 전직 알스톰 CEO였다. 그는 대학 졸업 직후 세무 조사관이자 1983년 알스톰 입사 전까지 여러 장관의 고문이었다. 그는 1991년부터 2003년까지 알스톰의 CEO를 역임했고, 히타치의 베이퍼웨어 고속열차를 제치고 대한민국에 KTX-1 도입을 성사시켰다.
이후 알스톰 CEO 직책을 Patrick Kron에 넘겨주고 별 탈 없이 살다가 2011년 프랑스 파리에서 백혈병으로 별세했다.

## 같이 보기
- 알스톰